# Jack L. Strominger
Jack Leonard Strominger (* 7. August 1925 in New York City) ist ein US-amerikanischer Immunologe und Professor an der Harvard University in Cambridge, Massachusetts.
Strominger leistete auf dem Gebiet der molekularen Immunologie grundlegende Arbeiten zum Verständnis der menschlichen Immunantwort. Sein wichtigstes Forschungsgebiet waren Struktur und Funktion der Proteine des Haupthistokompatibilitätskomplexes.

## Leben
Strominger erwarb 1948 an der Harvard University in Cambridge, Massachusetts einen Bachelor und 1948 an der Yale University in New Haven, Connecticut, einen M.D.
Eine erste Juniorprofessur (Assistant Professor 1955, Associate Professor 1958) erhielt Strominger an der Washington University School of Medicine in St. Louis, Missouri, 1960 eine ordentliche Professur. 1964 erhielt er einen Ruf an die University of Wisconsin Medical School in Madison, Wisconsin, und 1968 wechselte er als Professor für Biochemie an die Harvard University. Seit 1983 forschte er am Dana-Farber Cancer Institute. Strominger leitet noch im hohen Lebensalter eine Forschungsgruppe (Stand 2011) an der Abteilung für Molekulare und Zelluläre Biologie der Harvard University.
Seit 2020 zählt ihn der Medienkonzern Clarivate zu den Favoriten auf einen Nobelpreis (Clarivate Citation Laureates).
Jack Stromingers Sohn Andrew ist ein Theoretischer Physiker und Stringtheoretiker an der Harvard University in Cambridge, Massachusetts.

## Auszeichnungen (Auswahl)
- 1960 John J. Abel Award[1]
- 1962 Pfizer Award in Enzyme Chemistry
- 1967 Mitgliedschaft in der American Academy of Arts and Sciences[2]
- 1968 Selman A. Waksman Award in Microbiology der National Academy of Sciences[3]
- 1970 Mitgliedschaft in der National Academy of Sciences
- 1993 Passano Award[4]
- 1993 William B. Coley Award[5]
- 1994 Mitgliedschaft in der American Philosophical Society
- 1995 Albert Lasker Award for Basic Medical Research[6]
- 1996 Paul-Ehrlich-und-Ludwig-Darmstaedter-Preis[7]
- 1999 Japan-Preis[8]